# دانشگاه شمال لندن
دانشگاه شمال لندن University of North London (UNL) یک دانشگاه در لندن، انگلستان بود که از پلی تکنیک شمال لندن (PNL) در سال ۱۹۹۲ تشکیل شد. پلی تکنیک شمال لندن به نوبه خود با ادغام پلی تکنیک شمالی و پلی تکنیک شمال غربی در سال ۱۹۷۱ شکل گرفت. در سال ۱۹۹۶، این دانشگاه صدمین سالگرد خود را جشن گرفت، که مربوط به سال تأسیس پلی تکنیک شمالی است. دانشگاه شمال لندن تا سال ۲۰۰۲ وجود داشت و بعد از آن با دانشگاه گیلدهال لندن ادغام شد و دانشگاه متروپولیتن لندن را تشکیل داد.
این دانشگاه به چهار دانشکده که هر کدام توسط یک رئیس و معاون رهبری می‌شد تقسیم شده‌است.